# L'Humanité
L'Humanité (Frans voor: De mensheid; De menselijkheid) is een Frans dagblad dat in 1904 werd opgericht. De krant was het officiële orgaan van de socialistische SFIO (vanaf 1911) en van de communistische Parti communiste français (vanaf 1923).
L'Humanité werd in 1904 opgericht door Jean Jaurès opgericht als spreekbuis voor het in die tijd verdeelde Franse linkse politieke spectrum. Medewerkers in deze tijd waren onder meer René Viviani, Aristide Briand, Léon Blum en Octave Mirbeau. In 1905 verenigden de Franse socialisten zich tot de Section française de l’Internationale ouvrière (SFIO) en in 1911 werd de krant het officiële partijorgaan. Aan de vooravond van de Eerste Wereldoorlog nam het blad een internationalistische en pacifistische positie in. De oprichter van de krant, Jaurès, werd op 31 juli 1914 vermoord door een militante nationalist, Raoul Villain. Onder de opvolger van Jaurès, Pierre Renaudel, ondersteunde l'Humanité de Franse positie tijdens de Eerste Wereldoorlog. Renaudel werd in oktober 1918 door Marcel Cachin opgevolgd.
Bij de breuk tussen socialisten en communisten in de SFIO bij het congres van Tours kwam de krant in handen van de communistische meerderheid en in 1923 werd l'Humanité het officiële partijorgaan van de PCF. Vanaf 1926 was Paul Vaillant-Couturier hoofdredacteur. Ten tijde van het Volksfront bereikte de krant een oplage van rond de 300.000. De krant en de partij volgden in de jaren dertig een stalinistische koers en steunden het Hitler-Stalin-pact. Om die reden werd de krant op 27 augustus 1939 door de regering Daladier verboden.
In juni 1940, nog voor de capitulatie van Frankrijk, nam l'Humanité contact op met de Duitse bezetter met als doel de krant weer te laten verschijnen. De Franse Vichyregering verbood echter de verschijning, waarop de krant in de illegaliteit gepubliceerd werd. Tijdens de bezetting verschenen 383 nummers en na de Duitse aanval op de Sovjet-Unie werd de Résistance voluit gesteund. Talrijke medewerkers kwamen tijdens de Tweede Wereldoorlog om het leven, zoals Gabriel Péri en Lucien Sampaix. Vanaf 21 augustus 1944 kon de krant weer legaal verschijnen.
Tijdens de Koude Oorlog vertegenwoordigde l'Humanité de standpunten van de Sovjet-Unie, bijvoorbeeld tijdens de Hongaarse opstand van 1956. Op 7 november 1956 werd het gebouw van l'Humanité belaagd door demonstranten. Van de kant van l'Humanité liet men zich niet onbetuigd; drie anticommunistische demonstranten kwamen om het leven.
L'Humanité vertegenwoordigde als enige Franse krant ook een antikolonialistisch standpunt. Zowel tijdens de Eerste Indochinese Oorlog als de Algerijnse Oorlog leidde dit met enige regelmaat tot een inbeslagname van edities. Vanwege het standpunt in de Algerijnse oorlog was de krant ook het doelwit van een aanslagpoging door de OAS.
De oplage van de krant daalde gestaag, van 400.000 exemplaren in 1945 via 150.000 in 1972 tot 107.000 exemplaren in 1986.
Tussen 1994 en 1999 was de krant niet langer het officiële orgaan van de PCF, maar noemde zich nog wel journal du PCF. In 1999 verviel de expliciete verwijzing naar de PCF. Sinds 2004 bezit de PCF 40 procent van de aandelen; 40 procent is in handen van vrienden en medewerkers van de krant en de rest van de aandelen is in bezit van ondernemingen als banken, de omroep TF1 en het mediaconcern Lagardère. In 2017 bedroeg de oplage ruim 33.000 stuks.